# 바나나고추
바나나 고추는 재배종 고추이다. 아예 맵지 않은 것부터 거의 맵지 않은 것까지 있으며, 매운 것은 헝가리왁스고추로 분류된다.

## 특징
스코빌 지수가 0~500(SHU) 정도로, 맵지 않은 고추이다.

## 같이 보기
- 당조고추
- 프리지텔로
- 헝가리왁스고추